# Acide phénylboronique
L'acide phénylboronique ou acide benzèneboronique, en abrégé PhB(OH)2 où le Ph est un groupe phényle C6H5-, est un acide boronique qui contient un substituant phényle et deux groupements hydroxyles attachés à un atome de bore. L'acide phénylboronique est une poudre blanche et est couramment utilisé en synthèse organique. Les acides boroniques sont des acides de Lewis doux qui sont généralement stables et faciles à gérer, ce qui les rend important en synthèse organique.

## Propriétés
L'acide phénylboronique est soluble dans la plupart des solvants polaires, des solvants organiques mais il est peu soluble dans l'hexane et le tétrachlorure de carbone. Ce composé plan a idéalisé la symétrie moléculaire de type C2v L'atome de bore est hybridé sp2 et contient une orbitale p vide. Les cristaux orthorhombiques utilisent une liaison hydrogène pour former des unités composées de deux molécules. Ces unités dimères se lient via d'autres liaisons hydrogène pour former un réseau. La molécule est plane avec un coude mineur autour de la liaison C-B de 6,6° et de 21,4° entre les deux molécules PhB(OH)2. Le groupe d'espace associé est Iba2 (no 45) avec comme paramètres de maille, a = 1790,49(7) pm, b = 1532,64(5) pm, c = 981,13(2) pm et comme nombre d'unités par maille, Z = 16.

En 1860, la première borane synthétisée a été l'acide éthylboronique. Edward Frankland a été le premier à préparer et à isoler cet acide boronique grâce au diéthylzinc combiné à du triéthylborate pour produire du triéthylborane, qui est ensuite oxydé dans l'air pour faire de l'acide éthylboronique,,.

## Synthèse
Il existe de nombreuses méthodes pour synthétiser de l'acide phénylboronique. L'une des plus communes utilise du bromure de phénylmagnésium et borate de triméthyle pour former l'ester de PhB(OMe)2, qui est ensuite hydrolysé :
PhMgBr + B(OMe)3 → PhB(OMe)2 + MeOMgBr
PhB(OMe)2 + 2 H2O → PhB(OH)2 + 2 MeOH
Les anhydrides trimères d'acide phénylboronique sont appelés boroxines. La déshydratation des acides boroniques crée ces boroxines par voie thermique et élimination de l'eau ou par l'utilisation d'un agent de déshydratation. Les boroxines sont isoélectroniques avec le benzène.
Les esters boroniques résultent de la condensation d'acides boroniques avec un alcool. Cette transformation est simplement, le remplacement de la fonction hydroxyle par des groupements alkoxy ou aryloxy. Cette réaction réversible est souvent conduite par l'utilisation d'un Dean-Stark ou d'un agent de déshydratation pour enlever l'eau :
PhB(OH)2 + 2 ROH ⇌ PhB(OR)2 + 2 H2O
Depuis la première synthèse, les acides boroniques sont devenus d'importants intermédiaires réactionnels, et donc, il y a une grande variété de méthodes pour former des acides boroniques. Des borates électrophiles peuvent être utilisés pour piéger des intermédiaires phényl-métal à partir d'halogénures d'aryle ou d'ortho-métallation dirigées. On peut effectuer des transmétallation de phénylsilanes et phénylstannanes avec BBr3, suivie d'une hydrolyse pour former de l'acide phénylboronique. Les halogénures d'aryle ou triflates peut être couplés avec un réactif diboronyl grâce à des catalyseurs de métaux de transition. La fonctionnalisation aromatique C-H peut également être effectuée à l'aide des mêmes catalyseurs.

## Utilisation
L'acide phénylboronique est utilisé dans de nombreuses réactions de couplage. En 1979, Miyarura et Suzuki ont trouvé une réaction pour former une liaison carbone-carbone (maintenant appelée réaction de Suzuki) en utilisant des boranes alcényles, des halogénures d'aryle et un catalyseur à base de Pd(0),pour produire des alcènes arylés. Cette méthode a été généralisée pour obtenir une production de biaryles par couplage de l'acide phénylboronique avec des halogénures d'aryle.
D'autres réactions pour obtenir une liaison C-C utilisent couramment de l'acide phénylboronique en tant que réactif. Les acides aminés peuvent être générés avec une réaction non catalysée entre un cétoacide, des amines et de l'acide phénylboronique. Une réaction a la capacité de former une liaison C-C sur le carbone terminal d'un alcène en la couplant avec un acide boronique, grâce à un catalyseur de métal de transition. Des azotures d'aryle et des composés nitroaromatiques peuvent également être générés à l'aide de l'acide phénylboronique. PhB(OH)2 peut être utilisé comme un groupement de protection pour les diols et de diamine. L'acide phénylboronique peut également être également déboronaté de façon régiosélective grâce à du brome, du chlore ou de l'iode en solution : 
PhB(OH)2 + Br2 + H2O → PhBr + B(OH)3 + HBr
L'acide phénylboronique est utilisé en biologie comme système récepteur et capteur de glucides, comme antimicrobien, comme agent et inhibiteur enzymatique. On peut l'utiliser pour la thérapie par capture de neutrons conte le cancer, le transport transmembranaire et, la bioconjugaison et l'étiquetage des protéines de surface cellulaire.